# Sumber Gondang
Sumber Gondang is een bestuurslaag in het regentschap Jombang van de provincie Oost-Java, Indonesië. Sumber Gondang telt 1612 inwoners (volkstelling 2010).